# Xenosaga: The Animation
Xenosaga: The Animation (яп. ゼノサーガシリーズ Ксеносага) — аниме-сериал, выпущенный студией Toei Animation по мотивам ролевой игры Xenosaga Episode I: Der Wille zur Macht, разработанной Monolith Soft и выпущенной Namco в 2002 году. Транслировался по телеканалу TV Asahi с 6 января 2005 года по 24 марта 2005 года. Сериал состоит из 12 серий.

## Сюжет
Более 4000 лет назад человечество покинуло колыбель своей цивилизации, планету Земля. Осваивая просторы вселенной, человеческий род процветал и в полной мере использовать все технологии.
Люди научились выживать в сложных условиях космоса, создали Киборгов и впоследствии Андроидов, научились совершать квантовые скачки в пространстве.
Однако, борясь за выживание, человеческой цивилизации приходится сталкиваться с враждебными инопланетными Гнозис. Человечество пытаются найти способы, чтобы победить эту угрозу. Создание инженером Сион Удзуки специализированного Андроида с удивительными возможностями по имени КОС-МОС стало одним из ответов на угрозу. Однако в сражении корабль разрушают Гнозис, Сион и её спутники оказываются в центре сражения.

## Персонажи
Сион Удзуки  (яп. シオン・ウヅキ Shion Uzuki)
Главная героиня, инженер компании Вектор(Vector), разработчик боевых систем для защиты от гносисов.
Рост / Вес: 160 см / 48 кг. Возраст: 22 года.
Сэйю: Ай Маэда
КОС-МОС (яп. KOS-MOS KOS-MOS)
Боевой андроид, созданный Сион Удзуки, вечно юная, стройная, но несмотря на это — грозное оружие.
Рост / Вес: 167 см / 92 кг. Возраст: 18 лет.
Сэйю: Марико Судзуки
М.О.М.О. (яп. モモ M.O.M.O.)
Релианка, андроид нового поколения, создавалась для борьбы с инопланетной угрозой.
Рост / Вес: 141 см / 36 кг. Возраст: ребёнок.
Сэйю: Руми Сисидо
Джуниор (яп. Jr. Jr.)
Юный руководитель колонии в открытом космосе, остановил своё взросление после катастрофы.
Рост / Вес: 140 см / 38 кг. Возраст: 13 лет.
Сэйю: Эрико Кавасаки
Хаос (яп. ケイオス Chaos)
Один из немногих уцелевших с загадочной планеты.
Рост : 169 см. Возраст: подросток.
Сэйю: Соитиро Хоси
Зигги (яп. ジギー Ziggy)
Киборг.
Рост : 191 см.
Сэйю: Масаси Эбара

## Создатели
- Режиссёр — Го Кога
- Сценарий — Юйтиро Такэда
- Художник — Макото Сувада
- Дизайн персонажей — Нобутэру Юки
- Дизайн меха  — Хироюки Тайга
- Композитор — Косукэ Ямасита
- Продюсер — Такао Ёсидзава

## Роли озвучивали
- Маэда Ай — Сион Удзуки
- Судзуки Марико — КОС-МОС
- Сисидо Руми — М.О.М.О
- Кавасаки Эрико — Джуниор
- Хоси Сойтиро — Хаос
- Эбара Масаси — Зигги
- Хирата Хироаки — Аллен Риджли
- Ямадэра Коити — Альбедо Пьяццолла
- Морита Масакадзу — Луис Виргиль
- Танака Хидэюки — Дзин Удзуки
- Номура Кэндзи — Мэтьюз
- Миура Хироаки — Тони
- Такато Ясухиро — Хаммер
- Сирайси Рёко — Мэри Годвин
- Ямадзаки Вакана — Шелли Годвин
- Синдо Наоми — Джули Мизрахи
- Кусуноки Тайтэн — Маргулис
- Мидорикава Хикару — Вильгельм
- Кода Марико — Феброния
- Тома Юми — Нефилим
- Хирохаси Рё — Кирхвассер
- Сакагути Тэцуо — Кантё Морияма
- Фудзимото Такахиро — Хорнстрайк
- Канэко Хидэхикот — Джон Белл
- Эгава Хисао — Эндрю
- Накао Рёхэй — Тогаси
- Инада Тэцу — Хельмер
- Окамото Хироси — Лестер

## Список серий
| Эпизод | Название                                             | Трансляция в Японии |
| ------ | ---------------------------------------------------- | ------------------- |
| 01     | Пробуждение «"Awakening"» (覚醒)                     | 06.01.2005          |
| 02     | Готин «Gōchin, "Immediate sinking of a ship"» (轟沈) | 13.01.2005          |
| 03     | Случайная встреча «"Chance Meeting"» (邂逅)          | 20.01.2005          |
| 04     | После битвы «"Point of Death"» (死地)                | 27.01.2005          |
| 05     | Гротеск «"Fantastic"» (異形)                         | 03.02.2005          |
| 06     | Пристанище «"Dropping Anchor"» (投錨)                | 10.02.2005          |
| 07     | Энцефалон «"Encephalon"» (エンセフェロン)            | 17.02.2005          |
| 08     | Воспоминания «"Memory"» (記憶)                       | 24.02.2005          |
| 09     | Песнь «"Singing Voice"» (歌声)                       | 03.03.2005          |
| 10     | Оружие «"Weapon"» (兵器)                             | 10.03.2005          |
| 11     | Корень лжи «"Delusion"» (妄執)                       | 17.03.2005          |
| 12     | Кос-Мос «"KOS-MOS"» ("KOS-MOS")                      | 24.03.2005          |

## Музыка
| Название               | Композитор     | Исполнитель | Длительность |
| Открывающие композиции |                |             |              |
| ---------------------- | -------------- | ----------- | ------------ |
| «Xenosaga Main Title»  | Ямасита Косукэ | —           | 1:28         |
| Закрывающие композиции |                |             |              |
| «in this serenity»     | Ямасита Косукэ | Годзё Маюми | 1:29         |